# Apuarema
Apuarema é um município brasileiro do estado da Bahia.

## Organização Político-Administrativa
O município de Apuarema possui uma estrutura político-administrativa composta pelo Poder Executivo, chefiado por um prefeito eleito por sufrágio universal, o qual é auxiliado diretamente por secretários municipais nomeados por ele, e pelo Poder Legislativo, institucionalizado pela Câmara Municipal de Apuarema, órgão colegiado de representação dos munícipes que é composto por 9 vereadores também eleitos por sufrágio universal.

### Atuais autoridades municipais de Apuarema
- Prefeito: Jorge Rogerio Costa Souza - PP (2021/-)[7]
- Vice-prefeito: Erinaldo Santos Oliveira - PP (2021/-)[7]

## Educação
O município obteve os resultados do Brasil no Índice de Desenvolvimento da Educação Básica (IDEB), que mede o nível da educação brasileira, analisado a partir de dados de 2009. A nota registrada foi 0,5 em uma escala de 0 a 10, na qual a meta era 2,6, e os resultados anteriores foram 2,1 em 2005 e 2,7 em 2007.